# قوانين بنادق الهواء
هذه قائمة القوانين المتعلقة بالبندقية الهوائية حسب البلد.
لدى معظم البلدان قوانين تتعلق بالأسلحة الهوائية، ولكنها تختلف على نطاق واسع من بلد لآخر. في كثير من الأحيان يكون لكل ولاية قضائية تعريفها الفريد للبندقية الهوائية؛ وقد تختلف اللوائح وفق مواصفات الأسلحة من حيث القُطر أو طاقة الفوهة muzzle energy أو السرعة، أو مادة الذخيرة، حيث غالبًا ما تكون القوانين الخاصة بالبنادق المصممة لإطلاق الكريات المعدنية أكثر صرامةً من تلك الخاصة بأسلحة الأيرسوفت. قد تُحدد القوانين الحد الأدنى للسن المسموح به لحيازة الأسلحة، وقد تُقيد مبيعات الأسلحة الهوائية والذخيرة. تتطلب بعض المناطق في العالم تصاريح وفحوصات مماثلة لتلك المطلوبة لتصاريح الأسلحة النارية.

## إسبانيا
تعتمد شرعية وملكية أسلحة البنادق الهوائية على قوة البندقية/المسدس الهوائي. إذا كانت قوة السلاح الهوائي أقل من 24.2 جول، فيجب أن يكون مالكه بعمر 14 عامًا على الأقل. في مثل هذه الحالة، يجب على المالك الحصول على وثيقة قانونية تعرف باسم "Tarjeta de Armas" (بطاقة السلاح الناري) صادرة عن البلدية التي يقيم فيها المالك.
إذا كانت قوة السلاح الهوائي تزيد عن 24.2 جول، فيجب أن يكون مالكه بعمر 18 عامًا على الأقل. أو إذا كان عمرهم 16 عامًا، فيجب أن يحصل المالك على موافقة الوالدين. في هذه الحالة، يجب على المالك التسجيل للحصول على "رخصة الأسلحة النارية من الفئة E" والحصول على "Guía" (سجل السلاح الناري). يُتبع الطلب والإجراءات جنبًا إلى جنب مع لائحة "Guardia Civil" التي تغطي سن الرشد.
علاوة على ذلك، فإن استخدام الأسلحة الهوائية لصيد الطرائد ممنوع منعا باتا. ولا يجوز استخدام الرماية بالأسلحة الهوائية والأنشطة الأخرى إلا في الرماية الرياضية في النوادي وفعاليات الرماية المنظمة مع وجود منشآت وتدابير أمان كافية.

## أستراليا
تُعد قوانين الأسلحة في أستراليا مُقيد للغاية وتختلف من ولاية إلى أخرى؛ ومع ذلك، كقاعدة عامة، تعتبر جميع البنادق الهوائية -بغض النظر عن طريقة العمل والعيار وطاقة الفوهة- أسلحة نارية لأغراض قانونية؛ على سبيل المثال، تُعد بنادق الهواء أسلحة نارية من الفئة A وبالتالي تخضع لشروط الترخيص والتسجيل.
تُعد المسدسات الهوائية مثل المسدسات اليدوية ذات الحافة النارية والمسدسات ذات الإشعال المركزي وتخضع لقيود الأسلحة النارية من الفئة H. يحتاج مُستخدِم المسدس الهوائي إلى تسجيل العضوية والحضور الكافي في نادي المسدس المرخص لمدة ستة أشهر قبل السماح له بامتلاك البندقية الهوائية، ويحتاج إلى ممارسة إطلاق النار في ستة مرات على الأقل في السنة -وأربعة مرات في السنة لكل فئة مسدس إضافية (مسدس هوائي، حافة نارية أو مركزية)- ويجب أن تتضمن تلك المرات ست مسابقات رسمية على الأقل للحفاظ على الترخيص.
تُصنَّف بندقية كرات الطلاء على أنها "أسلحة هوائية ناعمة" ويجري التعامل معها بشكل مختلف عن بندقيات الهواء الأخرى؛ راجع قسم كرة الطلاء الخاص بقانونيتها لكل ولاية على حدة. صُنِّفت بندقيات كرات الطلاء في ولاية نيو ساوث ويلز باعتبارها "أجهزة رياضية ترفيهية" اعتبارًا من 1 يوليو 2019.
على الرغم من اعتبارها أيضًا "أسلحة هوائية ناعمة"، فإن أسلحة الأيرسوفت محظورة تمامًا في جميع الولايات باستثناء الإقليم الشمالي (حيث تُعد أسلحة هوائية عادية وتخضع للقوانين والتراخيص المقابلة) وإقليم العاصمة الأسترالية (حيث تُعد "أسلحة نارية مقلدة").

## البرازيل
كان التشريع البرازيلي الذي ينظم تصنيع واستيراد وتصدير وتجارة وتداول واستخدام البنادق الهوائية يقسمها إلى مجموعتين:
- البنادق الهوائية التي تعمل بنابض spring أو هواء مضغوط مسبقًا (PCP - Pre Charged Pneumatic) بعيار يصل إلى 6 مم؛
- بنادق الهواء التي تعمل بنابض أو هواء مضغوط مسبقًا (PCP - Pre Charged Pneumatic) بعيار يتجاوز 6 مم؛ أو تلك التي تعمل بالغازات المضغوطة مسبقًا لكنها لا تستخدم هواءً قابلًا للتنفس، مثل ثاني أكسيد الكربون CO2 وغيرها، بأي عيار.

حتى عام 2010، كان من الممكن شراء البنادق الهوائية من المجموعة الأولى لأي شخص يزيد عمره عن 18 عامًا. بينما لا يمكن شراء البنادق الهوائية من المجموعة الثانية إلا للأشخاص المسجلين في الجيش، وكان لا بد من تصريح بنقلها، وكان يُسمح باستخدامها فقط في الأماكن التي يعتمدها الجيش. ولا يجوز حمل الأسلحة الهوائية من أي نوع بشكل علني. لم يكن هناك حد لطاقة الفوهة لأي نوع أو عيار حتى عام 2010.
حتى عام 2010، كان يتعين على الجيش تسجيل النطاقات أو أي معدات ذات تكبير في سجل حائز السلاح وإرفاق تصريح مروري للسماح بالتنقل بها، وكان يُسمح للمدنيين فقط إذا كان التكبير أقل من 6 مرات وكانت عدستها أصغر من 36 ملم. كانت المناظير التي تبلغ قوتها التكبيرية 6 مرات أو أكثر و/أو أكثر من 35 ملم، أو المعدات التي تحدد الهدف (مثل التي تعتمد على الليزر)، محظورة على المدنيين ولا يُسمح باستخدامها إلا من قِبل الجيش. وكان يجب تسجيل المعدات المسموح بها في الوثيقة المدنية، وتسمى هذه العملية "Apostilamento". يُطلق على وثيقة تسجيل حائز السلاح اسم "Certificado de Registro de Atirador".
منذ عام 2010، لم تعد هناك أي قيود على عيار البنادق الهوائية. وأصبح من القانوني الآن امتلاك أي نوع من البنادق الهوائية، سواء كانت من نوع Springer أو PCP أو أي نوع آخر من البنادق الهوائية، بشرط ألا تكون طاقة الفوهة أكبر من 500 جول.
كما أُزيلت القيود المفروضة على الأجهزة البصرية للبنادق الهوائية ولم تعد مطلوبة الآن إلا في بعض الحالات، بالنسبة للمعدات ذات الدرجة العسكرية. منذ الأول من فبراير 2023، أصبحت ملكية الأسلحة النارية تواجه قيودًا جديدة، ولكن لا يوجد أي قيد جديد على ملكية الأسلحة الهوائية -يمكن لأي شخص استخدامها، ويمكن لأي شخص يزيد عمره عن 18 عامًا امتلاكها. منذ عام 2010، أصبح من الممكن أيضًا استخدام البنادق الهوائية في أي مكان آمن وبموافقة المالك/المستأجر. على سبيل المثال، يمكن للمالك أو المستأجر إطلاق النار من بندقيته الهوائية في الفناء الخلفي لمنزله، بشرط ألا يرتكب جريمة (إذا كان يطلق النار في وقت متأخر من الليل، فقد تُعد جريمة إذا كان يصدر الكثير من الضوضاء). لا يزال حمل بندقية هوائية بشكل علني أمراً غير قانوني، وحتى عندما يحمل شخص ما بندقية هوائية بطريقة مخفية داخل الحقيبة، يجب عليه إثبات ملكيته للبندقية الهوائية، غالبًا بنسخة من الإيصال. يمكن الاطلاع على كل هذه المعلومات على موقع الجيش البرازيلي. اعتبارًا من عام 2024، عادت القيود المفروضة على العيار، وإن كان ذلك بشكل أكثر اعتدالًا. حيث يجب تسجيل البنادق الهوائية التي يزيد عيارها عن 6 مم أو التي تتمتع بطاقة فوهة تزيد عن 500 جول كأسلحة نارية بواسطة مطلق نار رياضي مرخص. لا تخضع القاذفات أو الأسلحة المناسبة لإطلاق كرات الطلاء لقيود العيار ولا تحتاج إلى التسجيل، حتى لو كانت قادرة أيضًا على إطلاق مقذوفات أخرى. ولكن يجب أن تكون البنادق الهوائية والأجهزة البصرية مصحوبة بإثبات الملكية القانونية (مثل إيصال البيع) أثناء الاستخدام. لم يعد هناك فرق بين استخدام أي غاز/دافع، مثل ثاني أكسيد الكربون أو الهيليوم، طالما يلتزم باللوائح. تشمل الاستخدامات المسموح بها للبنادق الهوائية الرماية الرياضية، والرماية في المناطق الآمنة، والتدريب والصيد المسموح به للحيوانات الغريبة، طالما تستوفي المتطلبات القانونية الأخرى للصيد أيضًا.

## الجمهورية التشيكية
تخضع البنادق الهوائية في جمهورية التشيك لقواعد ينص عليها قانون الأسلحة النارية. وتنقسم إلى ثلاث فئات:
- البنادق الهوائية ذات عيار أكبر من 6.35 ملم، والتي تعتبر من أسلحة الفئة C-I. وهذه تخضع للتسجيل ولا يجوز حيازتها إلا للمقيمين الذين تبلغ أعمارهم 18 عامًا أو أكثر بشرط أن يكون السجل الإجرامي نظيفًا.
- البنادق الهوائية ذات عيار 6.35 ملم أو أقل، والتي تعتبر أسلحة من الفئة D، والتي يجوز امتلاكها لأي شخص يزيد عمره عن 18 عامًا. ويجوز لأي شخص يزيد عمره عن 15 عامًا أن يحمل سلاحًا من الفئة D بموافقة ولي أمره القانوني.
- بنادق كرة الطلاء، والتي تعتبر من الفئة D بغض النظر عن عيارها.

يُحظر إطلاق السلاح الهوائي في أي مكان قد يُعرِّض حياة أو صحة الإنسان للخطر أو يسبب ضرراً للممتلكات، إلا إذا جرى تحديد منطقة آمنة لإطلاق النار، أو كان بإشراف شخص مسؤول، أو وُضعت علامة واضحة على هذا المكان للتنبيه بأنه مكان لإطلاق النار، حيث يسمح بإطلاق النار فقط مع استخدام معدات الحماية المناسبة.

## الدنمارك
يمكن لأي شخص يزيد عمره عن 18 عامًا شراء وامتلاك بندقية هوائية بعيار لا يتجاوز 4.5 ملم (0.177) بحُرية، ولا يوجد قيود على طاقة الفوهة أو السرعة، ومع ذلك تتطلب بنادق الهواء ذات العيار الأكبر ترخيص FAC أو رخصة صيد. تظل رخصة الصيد منتهية الصلاحية صالحة لبنادق الهواء ذات العيار الأكبر، طالما أن حامل الرخصة سيكون قادرًا قانونيًا على تجديدها. يجب حفظ البندقية الهوائية ذات عيار أكبر من 4.5 ملم (0.177) في خزانة أسلحة معتمدة ومقفلة. تعد البنادق الهوائية التي يبلغ عيارها 5.5 ملم (0.22) على الأقل قانونية للصيد.

## السويد
في السويد، تعتبر البنادق الهوائية أسلحة نارية وتتطلب عمومًا ترخيصًا. ومع ذلك، فإن الأسلحة ذات الطاقة المحدودة، والتي تعرف بأنها الأسلحة التي لا تتجاوز طاقة فوهتها 10 جول عند قياسها على بعد أربعة أمتار من الفوهة، مثل البنادق الهوائية وبنادق كرات الطلاء، لا تتطلب ترخيصًا. ولا يجوز استخدامها من قبل أي شخص قاصر يقل عمره عن 18 عامًا ما لم يكن مرخصًا له أو كان القاصر تحت إشراف شخص بالغ. لا يجوز للأسلحة ذات الطاقة المحدودة الأوتوماتيكية بالكامل أن تتجاوز 3 جول.
يُعد صيد الحيوانات الصغيرة مثل القوارض والطيور لأغراض مكافحة الآفات أمرًا قانونيًا. وهناك متطلبات للصيد وهي أن يكون مطلق النار لديه رخصة صيد، وأن تكون سرعة البندقية 180م/ث على الأقل، والمقذوف عيار 0.22 على الأقل، ومصمم للتمدد، وله طاقة تأثير يبلغ 16 جول على الأقل.

## ألمانيا

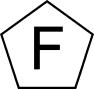
علامة F-في شكل خماسي الألمانية

في ألمانيا، يمكن للأشخاص من سن 18 عامًا امتلاك بنادق هوائية تنتج طاقة فوهة تصل إلى 7.5 جول (5.53 قدم·رطل) ويمكن الحصول عليها بحرية بشرط أن تحمل علامة "F-في شكل خماسي" التي تشير إلى طاقة كمامة لا تتجاوز 7.5 جول (5.5 قدم·رطلق) للطاقة الحركية. يتطلب حمل الأسلحة الهوائية في الأماكن العامة الحصول على تصريح حمل (§ 10 Abs. 4 WaffG)، وهو أمر نادر للغاية ولا يُمنح مطلقًا للأسلحة الهوائية. يعتبر نقل الأسلحة الهوائية غير المُذخرة والمُخزنة فقط (أو حملها غير مُذخرة أثناء رياضة البياتلون) "حملًا مسموحًا به" (§ 12 Abs. 3 Nr. 2، Nr. 3 WaffG).
يُسمح بالرماية في ميادين الرماية المرخصة (§ 27 Abs. 1، § 12 Abs. 4 2 Nr. 1 WaffG)، وعلى الممتلكات الخاصة المغلقة إذا جرى التأكد من أن المقذوفات لا يمكن أن تتجاوز منطقة الرماية (§ 12 Abs. 4 Nr. 1a WaffG). الحد الأدنى لسن إطلاق النار باستخدام بندقية الهواء في ألمانيا هو 12 عامًا تحت إشراف مسؤول (§ 27 Abs. 3 S. 1 Nr. 1 WaffG)، ولكن يمكن منح استثناءات للأطفال الأصغر سنًا عند الطلب، بدعم من خطابات توصية مناسبة من طبيب ومن اتحاد الرماية المرخص (§ 27 Abs. 4 WaffG).
تُعامَل الأسلحة الهوائية التي تتجاوز طاقة فوهتها 7.5 جول، مثل بنادق الهدف الميداني، مثل الأسلحة النارية وبالتالي تتطلب تصريحًا مناسبًا للاقتناء والامتلاك. يُشترط إثبات الحاجة لذلك، وأن يكون السجل الجنائي للطالب نظيفًا، واجتياز اختبار المعرفة والتعامل (§ 4 Abs. 1 WaffG) للحصول على التصريح.
لا يلزم الحصول على ترخيص شراء بالنسبة للبنادق الهوائية التي جرى تصنيعها وطرحها في السوق قبل 1 يناير 1970 في ألمانيا أو قبل 2 أبريل 1991 على أراضي ألمانيا الشرقية السابقة (WaffG، الملحق 2، القسم 1، الفقرة الفرعية 2، 1.2)؛ ويمكن الحصول عليها وامتلاكها بحرية بغض النظر عن طاقة فوهة البندقية أو غياب علامة "F-في شكل خماسي".
لا تنطبق متطلبات تخزين الأسلحة النارية على البنادق الهوائية (راجع § 36 Abs. 1 S. 1 WaffG)؛ يجب تخزينها فقط بعيدًا عن متناول القاصرين.

## المملكة المتحدة
مسدسات الهواء التي تولد أكثر من 6 قدم·رطل (8.1 جول) والبنادق الهوائية التي تولد أكثر من 12 قدم.رطل (16.2 جول يُطلق عليها قانونيًا اسم "الأسلحة النارية الخطيرة بشكل خاص". ونتيجة لذلك، فإن ملكية هذه البنادق الهوائية تتطلب حيازة شهادة سلاح ناري (FAC)؛ ومع ذلك، فإن ملكية مثل هذه المسدسات الهوائية محظورة لأنها تُعرف بأنها "أسلحة محظورة" بموجب القسم 5 من قانون الأسلحة النارية لعام 1968. (عادةً ما تُمنح تراخيص وفق القسم 5 فقط لأعضاء تجارة الأسلحة.)
لا تزال المسدسات والبنادق التي تقل مستويات الطاقة فيها عن هذه المستويات تسمى أسلحة نارية ويُتعامل معها بموجب قانون الأسلحة النارية، ولكنها لا تتطلب ترخيصًا في إنجلترا وويلز، ويمكن لأي شخص يزيد عمره عن 18 عامًا شراؤها. المسدسات والبنادق أقل من 0.737 قدم.رطل (1 جول) لا تُعد ضمن الأسلحة النارية، بما في ذلك بنادق الأيرسوفت، وبالتالي ليست ضمن لوائح الأسلحة النارية في المملكة المتحدة، ولكنها تندرج تحت قانون الحد من الجرائم العنيفة لعام 2006.
في أيرلندا الشمالية، أي بندقية هوائية أو مسدس هوائي يولد أكثر من 0.737 قدم.رطل (1 جوب) يُعتبر سلاحًا ناريًا، وبالتالي يتطلب ترخيصًا للاستخدام.
في اسكتلندا، قدم قانون الأسلحة الهوائية والترخيص (اسكتلندا) لعام 2015 شهادة سلاح هوائي (AWC)، والتي يتعين الآن على أي شخص يمتلك أو يحوز سلاحًا هوائيًا أو الأجزاء المكونة لسلاح هوائي و/أو كاتم/مخفف صوت أن يحملها. إن عملية التقديم للحصول على AWC تشبه إلى حد كبير عملية التقديم للحصول على ترخيص FAC وتتضمن التحقق من الخلفية الجنائية.

يحظر قانون الحد من الجرائم العنيفة لعام 2006 بيع الأسلحة الهوائية عبر الإنترنت أو عن طريق البريد من خلال التجارة أو الأعمال في المملكة المتحدة. يجب أن تجري المعاملات في المملكة المتحدة للسلع من متاجر التجزئة في المملكة المتحدة وجهاً لوجه، إما في المتجر أو من خلال تاجر أسلحة نارية مسجل (يمكن إرسال العنصر إليه وإكمال عملية النقل). منذ فبراير 2011، جعل قانون الجريمة والأمن لعام 2010 (المادة 46) من الجرائم
... أن يفشل الشخص الذي بحوزته سلاح هوائي في اتخاذ الاحتياطات المعقولة لمنع أي شخص يقل عمره عن ثمانية عشر عامًا من حمل السلاح معه... 
يتعلق هذا التشريع بشكل أساسي بتخزين الأسلحة الهوائية وإلزام أصحابها بمنع الوصول غير المصرح به للأطفال. يؤدي عدم القيام بذلك إلى تغريم المالكين بما يصل إلى ألف جنيه إسترليني.
إن حيازة بندقية هوائية أثناء التعدي على ممتلكات الغير، مع أو بدون ذخيرة، مذخرة أو غير مذخرة، تعتبر تعديًا مسلحًا وتعتبر جريمة جنائية خطيرة تخضع لعقوبات شديدة.

## النرويج
في النرويج، لا يجوز شراء البنادق الهوائية إلا للأشخاص الذين بلغوا سن 18 عامًا. على الرغم من أنه يمكن للأشخاص الذين تقل أعمارهم عن 18 عامًا امتلاكها ونقلها. ويمكن الحصول عليها بحُرية بشرط ألا يزيد العيار عن 4.5/0.177. لا يوجد حد لسرعة الرصاصة أو طاقتها. بالنسبة للعيارات الأكبر، مثل 5.5 و6.35، يلزم الحصول على تصريح من الشرطة. يعتبر الحصول على هذا النوع من التصاريح أسهل من الحصول على ترخيص الأسلحة النارية. ولا يُسمح بالصيد باستخدام بندقية هوائية؛ ويعتبر التدريب على الرماية سببًا شائعًا لتقديم طلب الحصول على تصريح.

## الهند
تخضع عملية تصنيع واستخدام وبيع الأسلحة الهوائية (البنادق الهوائية والمسدسات الهوائية) في الهند لقانون الأسلحة لعام 2016، والذي جرى تنفيذه بالإعلان في الجريدة الرسمية في 15 يوليو. قبل إقرار هذا القانون، كانت الهند تفتقر إلى أي إطار تنظيمي بشأن إنتاج وتوزيع الأسلحة الهوائية. ففي وقت سابق، حتى محلات الألعاب كانت قادرة على بيع الأسلحة الهوائية. يُحدد الجدول I، الفئة III، البند (f) من قانون الأسلحة لعام 2016 تصنيف الأسلحة الجوية إلى فئتين. الأسلحة التي تتجاوز طاقة فوهتها 20 جول أو يتجاوز قطرها 4.5 تنتمي إلى الفئة III(f)(i)، ويحتاج حاملو الأسلحة في هذه الفئة إلى تراخيص خاصة لحيازتها واستخدامها. أما الأسلحة من الفئة III(f)(ii) فتلك التي لها طاقة فوهة أقل من 20 جول وقطر أقل من 4.5 مم، ولا يوجد شرط ترخيص للأسلحة من تلك الفئة.

## الولايات المتحدة
تنص هيئة الكحول والتبغ والأسلحة النارية والمتفجرات على ما يلي:
يُعرف مصطلح "سلاح ناري" في قانون مراقبة الأسلحة لعام 1968، 18 USC القسم 921 (a) (3)، ليشمل "(أ) أي سلاح (بما في ذلك بندقية البدء)، والذي سوف، أو مصمم أو يمكن تحويله بسهولة لطرد مقذوف من خلال عمل مادة متفجرة؛ (ب) إطار أو مستقبل أي سلاح من هذا القبيل ...." بناءً على القسم 921 (a) (3)، فإن البنادق الهوائية، لأنها تستخدم الهواء المضغوط وليس المتفجرات لطرد المقذوف، لا تشكل أسلحة نارية بموجب القانون الفيدرالي - ما لم يجري تصنيعها بإطارات أو مستقبلات سلاح ناري فعلي. وعليه، فإن البيع المحلي وحيازة الأسلحة الهوائية لا يخضعان عادة للتنظيم بموجب قوانين الأسلحة النارية الفيدرالية التي ينفذها مكتب الكحول والتبغ والأسلحة النارية والمتفجرات.
على الرغم من أن الحكومة الفيدرالية لا تنظم عادةً الأسلحة الهوائية، فإن بعض حكومات الولايات والحكومات المحلية تفعل ذلك؛ وقد جمع مركز جيفوردز القانوني لمنع العنف المسلح قائمة بالولايات والبلديات المختارة التي تنظم الأسلحة الهوائية، ووجد أن 23 ولاية ومنطقة كولومبيا تنظم الأسلحة الهوائية إلى حد ما. تُعرّف ولايتي (نيوجيرسي و رود آيلاند) جميع الأسلحة التي لا تستخدم البارود في عمليات إطلاق النار بأنها أسلحة نارية؛ وتُعرّف ولاية واحدة (إلينوي) بعض الأسلحة عالية الطاقة و/أو ذات العيار الكبير (التي لا تستخدم البارود) بأنها أسلحة نارية؛ وتُعرّف ثلاث ولايات (كونيتيكت وديلاوير وداكوتا الشمالية) الأسلحة التي لا تستخدم البارود بأنها أسلحة خطيرة (ولكنها ليست أسلحة نارية). تفرض الولايات المتبقية التي تنظم الأسلحة الهوائية قيودًا عمرية على حيازة أو استخدام أو نقل الأسلحة التي لا تستخدم البارود، و/أو تنظم صراحة حيازة الأسلحة التي لا تستخدم البارود في ساحات المدارس.
لدى مدينة نيويورك مرسوم بلدي مقيد ينظم الأسلحة الهوائية. كانت الأسلحة الهوائية محظورة سابقًا في سان فرانسيسكو، لكن قانون الولاية ألغى الحظر، وأعلن المدعي العام لمنطقة سان فرانسيسكو أنها قانونية طالما أنها متوافقة مع قانون الولاية.
يحظر قانون ولاية نيويورك على أي شخص يقل عمره عن 16 عامًا حيازة بندقية هوائية.
إلى جانب قوانين الولاية، قد تكون قوانين أو أنظمة المقاطعات المحلية ذات صلة بمستخدمي البنادق الهوائية. بشكل عام، لا تذكر قوانين الولاية قوانين الأسلحة الهوائية، لكن المقاطعات المحلية تفعل ذلك.

## اليابان
قوانين الأسلحة في اليابان صارمة للغاية. يجوز للمدني الياباني التقدم بطلب للحصول على ترخيص لامتلاك بندقية هوائية، وهي بندقية منخفضة الطاقة تعمل بثاني أكسيد الكربون، وليس البارود. وإجراءات الترخيص ليست سهلة، كما أصبحت ملكية بنادق الهواء أقل شيوعًا، ويرجع ذلك جزئيًا إلى مدى صعوبة اجتياز عملية الترخيص. تستغرق هذه العملية وقتًا طويلاً، وإذا كنت ترغب في امتلاك بندقية هوائية، فيجب عليك حضور الدروس التي تعقدها لجنة السلامة العامة في المحافظة. ويجب أن يكون عمر المتقدم 18 عامًا على الأقل.

## اليونان
لا يوجد قيود على البنادق الهوائية سواء وفق الطاقة أو العيار، لكن كاتمات الصوت والمناظير محظورة بموجب القانون. ولا يسمح بالصيد.

## إيطاليا
يُعد الصيد بالبنادق الهوائية أمرًا غير قانوني في إيطاليا. ويُعد حمل البنادق الهوائية في الأماكن العامة أمرًا غير قانوني، كما يُعد إطلاق النار جريمة جنائية. تعتبر البنادق الهوائية التي تقل قوتها عن 1 جول مجرد ألعاب ولا تخضع للتنظيم. تعتبر البنادق الهوائية التي تتراوح قوتها بين 1 جول و7.5 جول أسلحة نارية منخفضة الطاقة وبالتالي فهي مُنظَمة إلى حد كبير ولكنها تتطلب فقط إثبات هوية لشرائها. تتطلب البنادق الهوائية التي تزيد قوتها عن 7.5 جول ترخيصًا وتخضع لتنظيم صارم.

## بلجيكا
يمكن لأي شخص يزيد عمره عن 18 عامًا شراء وامتلاك البنادق الهوائية بحُرية. لكن لا يُسمح بالمسدسات ذات طاقة فوهة تتجاوز 7.5 جول (5.5 قدم·رطلق). لا يُسمح بحمل الأسلحة الهوائية علنًا. يقتصر استخدام البنادق الهوائية على الأماكن غير العامة، مثل ميادين الرماية، أو داخل المنزل أو الفناء الخلفي الذي لا يمكن الوصول إليه بسهولة من الشارع.

## بلغاريا
في بلغاريا، يمكن لأي شخص يزيد عمره عن 18 عامًا الحصول على بندقية هوائية إذا كانت طاقة فوهة البندقية أقل من 24 جول. إذا كانت أكثر من 24 جول، فإن البندقية الهوائية تخضع لنظام الإخطار في الشرطة. ولا يمكن شراؤها عبر الإنترنت، ولكن بعض متاجر الأسلحة تقوم بتوصيلها من خلال مورديها بصورة قانونية. يُحظر استخدام وحمل الأسلحة النارية على مسافة لا تقل عن 200 متر من أقرب مبنى مأهول أو بلدة/قرية.

## بولندا
في بولندا يمكن الحصول بحُرية على بنادق هوائية بطاقة فوهة لا تتجاوز 17 جول (13 قدم·رطلق) . وتعد البنادق الهوائية ذات طاقة فوهة تزيد عن 17 جول (تسمى FAC) من الأسلحة التي يجب تسجيلها في مركز الشرطة المحلي في موعد لا يتجاوز 5 أيام بعد الشراء (لا يلزم الحصول على ترخيص سلاح). لا يمكن استخدام بنادق الهواء FAC إلا في ميادين الرماية المرخصة رسميًا. ويعد صيد الحيوانات أو إطلاق النار عليها باستخدام بنادق الهواء أمرًا غير قانوني ويمكن أن يؤدي إلى المقاضاة.

## تركيا
في تركيا لا قيود على طاقة البندقية، لكن الحد الأقصى للعيار هو 0.25 كال (6.35مم) والحد الأدنى للعمر هو 18 عامًا.

## تشيلي
البنادق الهوائية في تشيلي غير منظمة ويمكن لأي شخص الحصول عليها. يُسمح بالصيد باستخدام بنادق الهواء، ولكن ذلك فقط للطرائد الصغيرة مثل الأرانب والأرانب البرية والطيور، ويلزم الحصول على تصريح من خدمة الزراعة والثروة الحيوانية في تشيلي.

## جزيرة مان
في جزيرة مان ، يُتعامل مع الأسلحة الهوائية بنفس الطريقة التي يُتعامل بها مع الأسلحة النارية التقليدية وتتطلب شهادة أسلحة نارية مناسبة.

## جنوب أفريقيا
"البندقية الهوائية" تعني أي جهاز جرى تصنيعه لإطلاق رصاصة أو أي مقذوف آخر -
أ) عيار أقل من أو يساوي 5.6 مم (عيار 0.22)؛ أو ب) ذو طاقة فوهة أقل من 8 جول (6 قدم-رطل)، عن طريق الغاز المضغوط وليس عن طريق حرق الوقود؛.
البنادق الهوائية التي تطلق مقذوفات يزيد عيارها عن 5.6 مم (0.22) وتطلق بطاقات أكبر من 8 جول تُصنف على أنها أسلحة نارية في قانون مراقبة الأسلحة النارية لعام 2000. يجب ترخيص جميع الأسلحة النارية المصنفة بموجب ذلك القانون.
لا توجد قيود طاقة قصوى مفروضة على البندقية الهوائية التي تطلق مقذوفات يقل عيارها عن 5.6 مم (.22) بموجب قانون مراقبة الأسلحة النارية (FCA). تُعفى البنادق الهوائية في هذه الفئة من الترخيص بموجب الأحكام الواردة في الفصل 3، القسم 5 من قانون مراقبة الأسلحة النارية (FCA)
لا تزال البنادق الهوائية تُعتبر أسلحة نارية إذا جرى استخدامها في جريمة، ولا يجوز إطلاقها في الأماكن العامة. يجوز حمل الأسلحة الهوائية بصورة مخفية/مفتوحة. يعتبر إطلاق النار على الحيوانات والبشر جريمة، باستثناء المجرمين والحيوانات التي تهاجمك. وذُكر تعريف ذلك في الفصل 16 من قانون مراقبة الأسلحة النارية .
وفي تحديث 31 ديسمبر 2020 أصدرت شرطة جنوب إفريقيا تعميمًا داخليًا لتوضيح القانون فيما يتعلق بالبنادق الهوائية والعفو الحالي عن الأسلحة النارية. (تعميم بشأن فهم متى يُعتبر البندقية الهوائية سلاحًا ناريًا - تنفيذ قانون مراقبة الأسلحة النارية لعام 2000)

## روسيا
في روسيا، وفقًا للقانون الاتحادي رقم 150 "بشأن الأسلحة"، يحق لأي شخص يزيد عمره عن 18 عامًا شراء بندقية هوائية عيار 4.5 ملم (.177) ذات طاقة فوهة تصل إلى 7.5 جول دون الحصول على ترخيص سلاح وتسجيله في الخدمة الفيدرالية لقوات الحرس الوطني. يجب تسجيل بنادق الصيد الهوائية ذات طاقة فوهة تتراوح من 7.5 إلى 25 جول في الخدمة المذكورة أعلاه، كما يجب الحصول على تصريح سلاح. يمكن أن تمتلك البنادق الهوائية المعتمدة كأسلحة رياضية طاقة فوهة تزيد عن 25 جول وتتطلب أيضًا هذه الإجراءات.
لا تعتبر البنادق الهوائية من أي عيار بطاقة فوهة أقل من 3 جول (على سبيل المثال، بنادق الأيرسوفت) أسلحة وقد لا تتوافق مع القيود القانونية المذكورة أعلاه المتعلقة بالأسلحة المدنية.
يُعد تعديل بندقية الهواء عيار 4.5 ملم للحصول على طاقة فوهة تزيد عن 7.5 جول مخالفة إدارية وفقًا للمادة 20.10 من قانون المخالفات الإدارية في روسيا، ويُعاقب عليها بغرامة تتراوح بين 1000 إلى 5000 روبل مع مصادرة بندقية الهواء.

## رومانيا
في رومانيا يُمكن امتلاك بندقية هوائية بعد الحصول على دورة تدريبية حول سلامة الأسلحة النارية، والتحقق من الخلفية الشرطية، والفحوصات النفسية الطبية، ثم التقدم بطلب للحصول على أسلحة للدفاع عن النفس بإطلاق كرات مطاطية أو غاز بحد أقصى بندقيتين أو بنادق هوائية لا تطلق أكثر من 200 متر في الثانية وبحد أقصى 1000 طلقة. ويستثنى من ذلك بنادق الهواء عالية الطاقة المخصصة فقط لأعضاء النادي الرياضي الذين يمكنهم امتلاك بنادق هواء بسرعة تزيد عن 200 متر/ثانية.

## سنغافورة
في سنغافورة، تُصنف البنادق الهوائية باعتبارها "أسلحة"، في نفس فئة الأسلحة النارية التي تستخدم البارود كوقود بين الأسلحة الأخرى. من الضروري الحصول على ترخيص من قوة شرطة سنغافورة قبل أن يتمكن الشخص من استيراد أو تصدير أو امتلاك بندقية هوائية.

## صربيا
يمكن لأي شخص يزيد عمره عن 16 عامًا الحصول على بندقية هوائية إذا كانت طاقة فوهة البندقية أقل من 10.5 جول وفق القانون الفيدرالي الصربي. أما إذا كانت قوتها أكثر من 24 جول، فإن البندقية الهوائية تخضع لنظام الإخطار في الشرطة، ولا يمكن شراؤها عبر الإنترنت، ولكن بعض متاجر الأسلحة تقوم بتوصيلها من خلال مورديها بشكل قانوني.

## فرنسا
منذ سبتمبر 2013، أصبحت من الممكن للأشخاص الذين تزيد أعمارهم عن 18 عامًا الحصول على بنادق الهواء التي تبلغ طاقة فوهتها أقل من 20 جول، ولا يلزم الحصول على ترخيص. (في السابق كان الحد الأقصى 10 جول). بالنسبة لبنادق الهواء التي تبلغ طاقة فوهتها 20 جول أو أكثر، يلزم الحصول على رخصة صيد أو رخصة رماية بالنادي. ومع ذلك، فإن الصيد أو مكافحة الآفات باستخدام البنادق الهوائية أمر غير قانوني في فرنسا.

## فنلندا
لا يُقيد اقتناء وامتلاك الأسلحة الهوائية إلا إذا كانت تُحقق تعريف البندقية الهوائية الفعالة كما هو محدد في التعديل الذي أُدخل على قانون الأسلحة النارية لعام 1998 في عام 2015. أي بندقية هوائية يبلغ قطر ماسورتها أكثر من 6.35 ملم أو 0.25 بوصة، وتطلق مقذوفات معدنية، ولم تُنتَج قبل عام 1950، تعتبر بندقية هوائية فعالة. تنطبق بعض أحكام قانون الأسلحة النارية على البنادق الهوائية الفعالة بالإضافة إلى الأسلحة النارية، بما في ذلك شرط الحصول على ترخيص منفصل لكل بندقية من هذا القبيل.
يحظر قانون النظام العام الفنلندي حيازة الأسلحة الهوائية في الأماكن العامة دون سبب مشروع، كما يُحظر إطلاق النار بطريقة تخل بالنظام العام أو تعرض الأمن العام للخطر. بالإضافة إلى ذلك، يُحظر تسليم الأسلحة الهوائية بشكل دائم لأي شخص يقل عمره عن 18 عامًا دون إذن ولي أمره.
بموجب مرسوم الصيد لعام 1993 المعدل في عام 2019، لا يجوز استخدام البنادق الهوائية لإطلاق النار على الحيوانات إلا داخل المبنى لقتل الغربان، والعقعق الشائع common magpies، والغراب، وحمام الصخور، والثدييات غير المحمية بخلاف القطط البرية.

## كندا
تعد البنادق الهوائية ذات السرعة أكبر من 152.4 مترًا في الثانية (500 قدم في الثانية) وطاقة الفوهة أكبر من 5.7 جول (4.2 قدم رطل) أسلحة نارية وتخضع لقانون الأسلحة النارية والقانون الجنائي. عادة ما تُستخدم مواصفات الشركة المصنعة لتحديد سرعة الفوهة وطاقتها التصميمية. تُصنَّف بنادق الهواء التي تُحقق معايير السرعة والطاقة هذه بشكل عام على أنها أسلحة نارية غير مُقيدة؛ ومع ذلك، يُصنَّف بعضها على أنها مقيدة أو محظورة، اعتمادًا على التصميم الدقيق لبندقية الهواء. تُصنَّف المسدسات الهوائية على أنها مُقيدة إذا كان طول برميلها يزيد عن 105 مم. تتطلب الحيازة القانونية لهذه البنادق الهوائية أن يكون لدى المالك ترخيص أسلحة نارية صالح وأن تُسجل البندقية الهوائية كسلاح ناري.
البنادق الهوائية التي تفي بتعريف القانون الجنائي للسلاح الناري، ولكنها لا تعتبر أسلحة نارية لأغراض معينة في قانون الأسلحة النارية والقانون الجنائي هي تلك التي لها سرعة فوهة أقل من 152.4 متر في الثانية (500 قدم في الثانية) و/أو طاقة فوهة قصوى تبلغ 5.7 جول (4.2 قدم رطل). وتُعفى هذه البنادق الهوائية من الترخيص والتسجيل والمتطلبات الأخرى بموجب قانون الأسلحة النارية، ومن العقوبات المنصوص عليها في القانون الجنائي لحيازة سلاح ناري دون ترخيص ساري المفعول أو شهادة تسجيل. ومع ذلك، فإنها تعتبر أسلحة نارية بموجب القانون الجنائي إذا استُخدمت لارتكاب جريمة. تعد البنادق الهوائية ذات السرعة المنخفضة (أقل من 366 قدمًا في الثانية) والمصممة لتشبه بدقة السلاح الناري جهازًا محظورًا وغير مسموح بامتلاكه أو شرائه. وبموجب مشروع القانون C-21، فإن الأسلحة الهوائية متوسطة السرعة (366-500 قدم في الثانية) (مثل أسلحة الأيرسوفت وبعض أسلحة كرات الطلاء) المصممة لتشبه السلاح الناري بدقة شبه كاملة، أصبحت محظورة أيضًا. ومع ذلك، فقد أُزيلت من مشروع القانون، وعلى الرغم من إقرار مشروع القانون، ظلت قوانين الأسلحة الهوائية دون تغيير. كما أن حيازة هذه البنادق الهوائية واكتسابها واستخدامها لأغراض قانونية ينظمها أيضًا القوانين واللوائح الإقليمية والبلدية. على سبيل المثال، قد تكون بعض المحافظات قد حددت سنًا أدنى للحصول على مثل هذه البندقية الهوائية. هذه البنادق الهوائية معفاة من متطلبات التخزين الآمن والنقل والتداول المحددة في اللوائح الداعمة لقانون الأسلحة النارية. ومع ذلك، يتطلب القانون الجنائي اتخاذ الاحتياطات المعقولة لاستخدامها وحملها وتداولها وتخزينها ونقلها وشحنها بطريقة آمنة ومأمونة.
يُسمح بحمل أحد هذه الأسلحة النارية لمن يبلغون 13 عامًا أو أكثر.
يُحظر استخدام كاتمات الصوت لجميع الأسلحة النارية، بما في ذلك البنادق الهوائية، في كندا.

## نيوزيلندا
في نيوزيلندا، يجوز لأي فرد من عامة الناس فوق سن 18 عامًا امتلاك وإطلاق معظم بنادق الهواء دون الحصول على ترخيص للأسلحة النارية، بشرط استخدام البندقية الهوائية في بيئة آمنة.
يحتاج القاصرون الذين تبلغ أعمارهم 16 عامًا فأكثر، ولكن أقل من 18 عامًا، إلى ترخيص الأسلحة النارية لامتلاك بندقية هوائية -ومع ذلك، يجوز لهم استخدام بندقية هوائية تحت إشراف شخص بالغ دون هذا الترخيص.
يُحظر استخدام البنادق الهوائية الأوتوماتيكية بالكامل.
تتطلب "البنادق الهوائية الخطيرة بشكل خاص" ترخيصًا للأسلحة النارية لحيازتها واستخدامها. يُحدد قوانين الأسلحة النيوزيلندية مثل هذه الأسلحة، وتشمل حاليًا فقط بعض البنادق الهوائية المشحونة مسبقًا. وقد جرى التغيير بعد حادثتي إطلاق نار قاتل باستخدام بنادق هوائية نصف آلية عيار 22.

## هولندا
في هولندا، يمكن للأشخاص الذين يبلغون من العمر 18 عامًا امتلاك الأسلحة الهوائية ويمكن الحصول عليها بحُرية. حتى عام 1997، كانت هناك قيود على سرعة الفوهة والطاقة الحركية، على غرار القانون الألماني، ولكن رُفعت هذه القيود لأسباب عملية. يُحظر حمل الأسلحة الهوائية في الأماكن العامة وكذلك حيازة الأسلحة الهوائية (والمسدسات اللعبة) التي تشبه الأسلحة النارية. يجري تفسير تعبير "يشبه" على نطاق واسع للغاية بحيث يمكن اعتبار أي بندقية هوائية تقريبًا تشبه السلاح الناري. تقرر الشرطة، أو في هذه الحالة، المحكمة ما إذا كان السلاح الهوائي يشبه السلاح الناري إلى حد كبير. ومن المستحيل التنبؤ بنتائج مثل هذه القضايا في المحكمة. يجوز الاحتفاظ بالبنادق الهوائية في المنازل الخاصة ولكن يجب أن تكون بعيدة عن متناول الأشخاص الذين تقل أعمارهم عن 18 عامًا. لا يجوز إجراء المبيعات التجارية للأسلحة الهوائية إلا في متاجر الأسلحة المرخصة. ومن غير القانوني امتلاك بندقية هوائية جرى "إنتاجها أو تعديلها بحيث يمكن حملها مخفيًا بسهولة أكبر". بشكل عام، يُعد هذا هو الحال عند تقصير البرميل أو عندما يكون السلاح مزودًا بمخزون قابل للطي أو التلسكوب.